# Severna Dalmacija
Severna Dalmacija je priobalna pokrajina vzhodne obale Jadranskega morja, ki pripada Hrvaški.
Severna Dalmacija se razprostira od otokov Oliba in Silbe ter srednjega dela Paga na severozahodu do otočkov Žirje, Zmajan in Zlarin na jugovzhodu, do Ravnik kotarjev, Novigradskega morja in reke Zrmanje ter zadarsko-biogradskim obalnim pasom vse do Primoštena.
Severnodalmatinski otoki se delijo na Zadarsko in šibeniško otoško skupino. V tem območju je čez 550 otokov, otočkov in čeri. Pred obalo se razprostirajo otoki in otoške skupine, ki potekajo vzporedno z obalo. Naseljeni otoki: Dugi otok, Iž, Molat, Murter Pašman, Sestrunj, Ugljan in Žirje, so kljub slabim kmetijskim možnostim dobro izkoriščeni. Obdelovalne površine so pridobljene s krčenjem in postavljanjem kamnitih ograd.
Na obali stojijo večja in manjša mesta bogata s svojo zgodovinsko preteklostjo in pomembna turistična središča kot so: Biograd na Moru, Donji Karin, Murter, Nin, Novigrad, Obrovac, Pakoštane, Primošten, Šibenik, Vodice in Zadar.
Po vsem akvatoriju Severne Dalmacije je mnogo zalivov in zalivčkov, ki nudijo varno zavetje pred močnim vetrom in visokimi valovi. V poletnih mesecih med kanali in otočki piha maestral, najljubši in najidealniši veter ljubiteljev jadranja.
V Severni Dalmaciji sta dve pomembni reki: Krka in Zrmanja, ki sta si utrli pot do morja. Njena tokova se prebijata skozi soteske do morskih obal.Obe reki sta od ustja v notranjost tudi nekaj kilometrov plovni.
Severna Dalmacija premore nekaj pomembnih naravnih znamenitosti: Narodni park Kornati, najbolj členovita skupina otokov in otočkov v Sredozemlju, Naravni park Telašćica na južnem delu otoka Dugi otok, Narodni park Krka z najlepšo reko na Hrvaškem, ki v globokih soteskah zajedenimi v apnenčasto gorovje iz jezer v slapovih pada proti morju, Park prirode Talašćica velik in globok zaliv na Dugem otoku, in Park prirode Vransko jezero pri Pakoštanih.